# Квемо-Кулари
Квемо-Кулари (груз. ქვემო ყულარი, азерб. Aşağı Qullar) — село Марнеульского муниципалитета, края Квемо-Картли республики Грузия с 96%-ным азербайджанским населением. Находится на юге Грузии, на территории исторической области Борчалы.

## География
Граничит с селами Куртлари, Баидари, Земо-Кулари, Диди-Муганло, Кирихло и Еникенди.

## Население
По данным Государственного статистического комитета Грузии, согласно официальной переписи 2002 года, численность населения села Квемо-Кулари составляет 628 человека и на 96 % состоит из азербайджанцев.

## Экономика
Население в основном занимается сельским хозяйством, овцеводством, скотоводством и овощеводством.

## Достопримечательности
- Мечеть
- Средняя школа[4]

## Известные уроженцы
- Садиев Везир Иса оглы — Национальный герой Азербайджана.[5]
- Шамистан Ализаманлы — военный диктор, популярный исполнитель военно-патриотических песен. С мая 1986 года работал диктором, а с июля 1992 года был военным диктором азербайджанского радио, читал сообщения информационно-аналитического центра Минобороны о боях в Карабахе. В настоящее время является сотрудником Азербайджанского бюро турецкого государственного телевидения – TRT.[6][7][8]